# Sandro Stielicke
Sandro Stielicke (ur. 30 listopada 1986 w Teterow) – niemiecki skeletonista, olimpijczyk.

## Kariera
W zawodach Pucharu Świata zadebiutował 28 listopada 2008 roku w Winterbergu, zajmując szóste miejsce. Pierwsze indywidualne podium wywalczył 5 grudnia 2008 roku w Altenbergu, gdzie był trzeci za swym rodakiem Frankiem Rommelem i Łotyszem Martinsem Dukursem. Najlepsze wyniki osiągnął w sezonie 2010/2011, kiedy zajął drugie miejsce w klasyfikacji generalnej. Przegrał wtedy tylko z Martinsem Dukursem. Zajął też trzecie miejsce w sezonie 2009/2010, plasując się za Dukursem i Rommelem. W 2010 roku wystartował na igrzyskach olimpijskich w Vancouver, zajmując dziesiąte miejsce. Był też między innymi czwarty na rozgrywanych w 2011 roku mistrzostwach świata w Königssee. Walkę o podium przegrał tam z Rommelem o 0,30 sekundy.